# Haunted House
Haunted House és un curtmetratge d'animació protagonitzat pel Ratolí Mickey estrenat el 1929Alguns dies més tard (el 22 d'agost), la primera de les Silly Symphonies, The Skeleton Dance tindrà com a tema principal els esquelets dansaires.

## Argument
Volent protegir-se d'una tempesta, Mickey es troba en una vella casa destrossada. A l'interior, esquelets, després d'algunes intimidacions espantoses, imposen a Mickey tocar per a ells l'orgue per tal que puguin ballar. Mickey compleix amb gran plaer dels esperits.